# 內膜系統
内膜系统（英语：endomembrane system）是由存在于真核细胞内，在结构、功能上具有连续性的且由单位膜包被的细胞器或结构。
这些生物膜将细胞质与分布于其中的细胞器細分为不同的区域，使各种反应能在独立的部位顺利进行。在真核细胞中，内膜系统的组成包括核膜、内质网、高基氏体、溶体、液泡、胞内体、細胞膜等。 内膜系统更明确的定义应为在结构、功能乃至发生上密切关联的膜结构。因此，需要注意的是，内膜系统不包括叶绿体或线粒体的膜，但可能是从后者进化而来的（参见“演化”节）。
核膜是包围真核细胞细胞核，分隔开细胞核和细胞质的生物膜；内质网(ER)是植物细胞和动物细胞中分支于细胞质中的合成和运输器官；高尔基体是一系列多个分子包装在其他细胞组件或细胞分泌物中的多个分子；液泡在植物细胞中具有负责维持细胞的形状和结构以及储存细胞中的养分和废物的功能；囊泡可以视为是液泡类似的结构，但是相对较小，能够储存或运输物质；细胞膜是细胞周围的屏障，可以控制物质进出细胞；还有一种称为顶体（Spitzenkörper，并非精子的顶体）的细胞器，只存在于真菌中，并与菌丝的生长有关。
一般认为原核生物不存在内膜系统。然而，为了收集更多光能，在许多光合细菌中，质膜高度折叠，细胞质的大部分都被质膜充满 。在绿菌门中，质膜甚至可能折叠形成封闭的囊状结构，称为绿体。
虽然内膜系统内的各生物膜直接相连或者可以经由囊泡相互转化，它们在结构和功能上都并不完全相同。 不同的生物膜在厚度、分子组成和代谢行为都不尽相同，即使是同一种生物膜，在不同时期也会有所变化。 共同点是生物膜都以磷脂双分子层为基础，且有附着其上或贯穿其中的蛋白质。

## 历史
在酵母细胞中，大多数脂质合成由内质网和线粒体完成，而在细胞膜、核膜中很少或没有脂质合成。鞘脂的生物合成始于内质网，但在高尔基体中完成。在哺乳动物中情况也类似，但醚脂类的生物合成的最初几个步骤发生于过氧化物酶体。因此，其他细胞结构的各种膜上的脂质都从需要从这些合成位置运输而来。尽管脂质运输在生物体中极为重要，人们对于脂类在细胞中传递的机制仍知之甚少。
Morré 和 Mollenhauer 于1974年提出了一种理论，即细胞内的膜形成一个统一的系统，可以互相交换物质。这一理论可以解释各种膜在细胞中组装的方式——通过从脂质合成位置形成的膜流合成生物膜 。膜流由连续的膜系统和囊泡运输形成。与这一理论相对的是通过细胞质直接传递脂肪酸和甾醇这样构成膜的成分来合成生物膜。事实上，通过细胞质和通过连续的内膜系统运输脂质并不是相互排斥的过程，两者可能同时发生在细胞中。

## 组成部分

### 核膜

细胞核的图像。核膜为图中橙色部分。

核膜（Nuclear envelope）包裹着细胞核，将其与细胞质分离开来。核膜由两层膜组成，每一层都是含有相关蛋白质的磷脂双分子层。外层核膜与糙面内质网直接相连，其表面也附着有核糖体。这是核膜被认为属于内膜系统的原因。外膜实际上与内膜相连，因为它们在核孔边缘处弯曲并连接在一起。 核孔直径约为120纳米，实际上不是开放的孔，其上有核孔蛋白，能控制细胞核和细胞质之间的物质运输，使一些分子（如mRNA）能够进出细胞核，另一些（如DNA）则不能。跨过核孔的物质交换非常频繁，因此核孔在细胞生理中起着重要的作用。外膜和内膜之间的空间叫做核周隙，与糙面内质网的腔体相连。
核膜结构由一个以中间纤维组成的网状结构——核纤层控制。核纤层类似于细胞核的衬里，能够支撑细胞核，又与染色质、核膜上的整合膜蛋白以及细胞核内表面的其他一些组成部分结合在一起。核纤层被认为有助于使细胞核内部的物质到达核孔，并对有丝分裂过程中核膜的破裂及重建也有作用。
核孔在控制物质进出细胞核方面非常高效，因为通过核膜的物质运输量非常大。RNA和核糖体的亚基（在细胞质中完成组装）必须不断地从细胞核转移到细胞质，组蛋白、基因调节蛋白、DNA 和 RNA 聚合酶以及其他细胞核生理活动所必需的物质必须从细胞质中运输进来。一个典型的哺乳动物细胞的核膜包含3000-4000个核孔复合物。如果细胞需要合成 DNA，每个核孔复合物每分钟需要运输大约100个组蛋白分子。如果细胞生长迅速，每个复合体也需要每分钟从细胞核运送6个新组装的核糖体大小亚基到细胞质中，用于蛋白质合成。

### 内质网

1 细胞核
2 核孔
3 粗面内质网
4 光面内质网
5 粗面内质网上的核糖体
6 被转运的蛋白质
7 囊泡
8 高尔基体
9 高尔基体顺面
10 高尔基体反面
11 高尔基体囊泡

内质网（endoplasmic reticulum, ER）是参与蛋白质与合成与转运的细胞器，与核膜直接相连。在一般的真核细胞中，内质网占据超过一半的生物膜。内质网由相互连接的扁囊和细管组成，也有少部分游离出去形成小泡。因此，大部分内质网形成一个连续的薄膜，并包围一部分内部空间。这个内部十分复杂的空间被称为内质网腔。内质网腔约占整个细胞体积的百分之十。内质网膜允许分子在细胞质和内质网腔之间进行选择性物质运输，并且由于它与核膜相连，它提供了细胞核和细胞质之间的物质运输通道。
在细胞中，内质网在生产、加工和运输物质居于中心地位。内质网膜是细胞膜以及细胞内大部分细胞器跨膜蛋白质和脂质的生产部位，包括内质网本身、高尔基体、溶酶体、胞内体、线粒体、过氧化物酶体和分泌性囊泡。此外，几乎所有分泌蛋白和需要在高尔基体、溶酶体等细胞器内发挥作用的蛋白质最初都要先运输到内质网腔中。因此，内质网腔内部发现的许多蛋白质可能只是暂时存在于此的，随后就会被转运至其他细胞器或细胞外。然而，其他一些蛋白质则一直停留在腔内，被称为内质网驻留蛋白。 这些特殊的蛋白质包含特殊的保留信号（由特定的氨基酸序列组成），使其能够被保留在内质网中。一个重要的内质网驻留蛋白是被称为结合免疫球蛋白（Binding immunoglobulin protein, BiP）的分子伴侣，它能识别出其他被错误地合成或加工过的蛋白质，防止它们被送往目的地。
内质网也参与蛋白质的同步翻译转运。含有信号序列（特定的氨基酸序列）的多肽在翻译过程中即被信号识别颗粒（signal-recognition particle, SRP）识别，信号识别颗粒同时使翻译过程暂时停止。之后 SRP 将核糖体和仍在其上的多肽转运至内质网膜处，多肽通过膜孔进入内质网，同时翻译继续进行。
内质网分为两种，它们在结构和功能上有所不同：光面内质网和糙面内质网。糙面内质网的命名是因为表面覆盖着核糖体，当通过电子显微镜观察时会观察到凹凸不平的外观。光面内质网由于表面没有核糖体而显得光滑。

#### 光面内质网的功能
在绝大多数细胞中，很少能见到纯粹的光面内质网，往往是部分光滑部分粗糙的。该结构有时被称为过渡性内质网，这种内质网包含内质网出口位点(ER export sites, ERES)，携带蛋白质或脂质的囊泡在这些位点形成，并运送到高尔基体。然而，在某些特殊的细胞中，光面内质网较为丰富，并具其他功能。这些特殊细胞里的光面内质网在许多代谢过程中起作用，包括脂质的合成，碳水化合物的代谢，以及药品和有毒物质的代谢。
光面内质网中的一些酶对脂质的合成至关重要，包括脂肪、磷脂和类固醇。脊椎动物的性激素和肾上腺分泌的一些甾醇类激素都由光面内质网合成。合成这些激素的细胞光面内质网含量较高。
肝脏细胞也含有丰富的光面内质网，在碳水化合物的代谢中发挥作用。肝细胞以糖原的形式储存碳水化合物。肝细胞能通过分解糖原释放葡萄糖，这对调节血糖浓度很重要。然而，糖原分解的主要产物是葡萄糖 -1-磷酸盐，之后转化为葡萄糖-6-磷酸。此时肝细胞光面内质网的一种酶从葡萄糖中去除磷酸基团，得到可以释放的葡萄糖。
光面内质网中也有用于代谢药物或有毒物质的酶。代谢过程通常需要在物质上加入一个羟基，使药物更易溶解，从而更容易从体内排出，例如由一种重要的单加氧酶——细胞色素P450催化的反应。细胞色素P450催化将氧气的一个氧原子插入底物中来形成羟基的反应。没有这样的解毒作用，积聚的药物或有毒物质将会伤害细胞。
肌细胞中的光面内质网又有其他的特殊功能——光面内质网膜将钙离子从细胞质泵入内质网腔中。当肌细胞受到神经冲动的刺激时，钙离子会穿过内质网膜进入细胞质，引起肌细胞的收缩。

#### 糙面内质网的功能
细胞的许多蛋白质都由糙面内质网合成。核糖体将氨基酸组合成多肽，并运输到糙面内质网中进一步加工。这些蛋白质包括部分跨膜蛋白——这些蛋白质首先嵌入内质网膜上，之后用囊泡运输到细胞膜；也可能是分泌蛋白——这类蛋白质被包裹在囊泡里，进而能够分泌出细胞。到达内质网的多肽会被折叠成正确的三维结构，或添加化学物质（如碳水化合物或其他化学基团），然后内质网将已完成的蛋白质运输到需要的部位，或被送到高尔基体进行进一步加工和包装。
分泌蛋白质合成完成后，糙面内质网将它们与细胞溶胶中的蛋白质分离开来。经过折叠等加工的分泌蛋白从过渡性内质网中。 这些转运到细胞另一部分的囊泡被称为运输囊泡。此外，内质网也可以通过直接与其他膜结构接触，形成膜接触位点，并在此处转运物质。
除合成蛋白质外，糙面内质网还能通过组合磷脂和蛋白质以合成新的生物膜。糙面内质网本身合成一部分膜蛋白，其它一部分膜蛋白由核糖体合成，之后被插入内质网膜中。糙面内质网中含有可以组装磷脂的酶。新的生物膜合成后，可以通过囊泡转移到内膜系统的其他部分或细胞膜上。

### 高基氏体

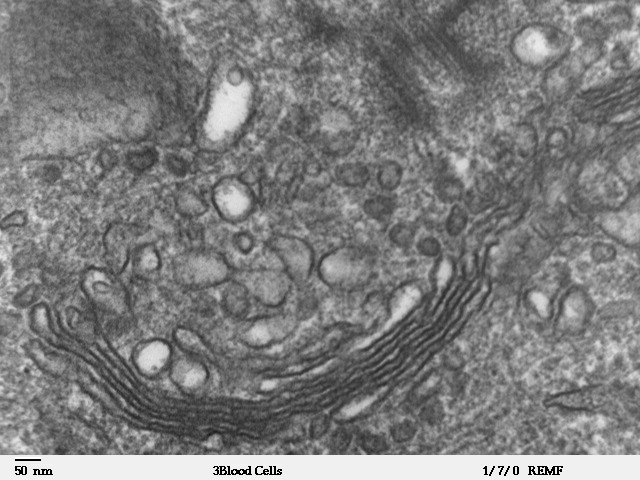
高尔基体的电镜照片。可以看到扁平囊泡和大小不等的球形囊泡。

高基氏体（Golgi apparatus，也称高尔基复合体、高尔基器）也是内膜系统的重要组成部分。高尔基体的主体由扁平形状的囊泡（称为潴泡）构成，此外还有处于周围的囊泡。高尔基体靠近内质网的一面称为形成面
（forming face）或顺面（cis face），这一面从内质网接收转运囊泡； 另一面则为成熟面（mature
face）或反面（trans face），朝向细胞膜，经过进一步修饰的蛋白质或高尔基体合成的其他物质在此被运至其他地方。
由糙面内质网合成的蛋白质或其他物质经过囊泡运输到高尔基体上，经修饰后再次进入囊泡，之后分泌出细胞或运输到其他细胞器中。高尔基体具有许多功能，例如对蛋白质或脂质进行糖基化（合成糖蛋白或糖脂），或对原有蛋白质进行剪切。 除修饰蛋白质外，高尔基体也能合成物质。在植物细胞中，细胞壁含有的多糖（果胶、半纤维素）都是在高尔基复合体上合成的。

### 液胞
液胞是一种囊状单层细胞器，与囊泡相似，但比一般的囊泡大很多，作用也不尽相同。大多数植物细胞和真菌细胞具有液胞。部分低等生物也具有类似液胞的结构（如食物泡或伸缩泡）。一般的动物细胞中只有具有储存功能的较小的囊泡。
在一般的植物细胞中，液胞占据总细胞体积的30%到90%。大多数成熟的植物细胞都有一个中央大液胞，由液胞膜分隔，其中包含的液体称为细胞液，能够储存营养物质和代谢废物。对于许多具有颜色的细胞，其色素即位于细胞液中。液胞还可以维持细胞的形态，使细胞保持坚挺，并调节细胞内液的离子浓度及渗透压。液胞膜上具有转运蛋白，能够特异性转运物质。 例如，当细胞内液 pH 值下降时，H+转运蛋白会将氢离子转移到液泡中，以保持细胞溶胶的 pH 值稳定。和动物细胞的溶酶体一样，液胞内的细胞液为酸性，并含有酸性水解酶。植物细胞中一般少见溶酶体，因此由液胞发挥分解作用。

### 囊泡
囊泡是一种较小的单层囊状结构，可以在不同的生物膜之间转移。
囊泡虽然看起来较小且结构单一，但也有不同种类，其区别在于不同的膜蛋白。囊泡由其它生物膜外凸或内凹形成时，其表面有特定的蛋白质。其他生物膜上也有标记物，与囊泡表面的蛋白质相对应。因此囊泡会在有特定标记物的地方与其他生物膜融合，这使包含的物质能被运输到特定的位置。
承担细胞内物质定向运输的囊泡类型至少有10种以上，目前了解较多的类型主要有以下三种：网格蛋白囊泡（clathrin-coated）、COPI 囊泡（COPI-coated）与 COPII 囊泡（COPII-coated)。不同的囊泡执行不同功能。例如，网格蛋白囊泡在高尔基体和细胞膜之间运输物质，而 COPI 囊泡与 COPII 囊泡多用于内质网和高尔基体之间的运输。

### 溶酶体
溶酶体是一种含有单层膜囊状细胞器，其中含有水解酶。在正常细胞中，溶酶体的主要功能是分解细胞吞噬的物质或衰老损伤的细胞结构，分解之后的物质可以再次被细胞利用。溶酶体内的酶为酸性水解酶，需要酸性环境才能发挥最佳作用。溶酶体通过质子泵主动运输吸收H+，以保持pH值在5.0左右。一般情况下，即使溶酶体破裂，释放的酶在近中性的细胞质中活性较低，不会损伤细胞。然而，如果大量溶酶体破裂，细胞就可能会水解酶所破坏。由此导致的疾病例如矽肺。
被细胞内吞的物质会形成吞噬体（一种囊泡），之后溶酶体与之结合，水解酶将吞噬体中的物质分解。 分解产生的糖类、氨基酸和其他小分子物质会进入细胞，成为细胞的营养物质。与之类似，细胞内衰老或受损的细胞结构会被内质网或高尔基体包裹，形成自噬体，之后被溶酶体结合并分解。在细胞生命周期的最后阶段，溶酶体会通过自溶作用来消化细胞本身。

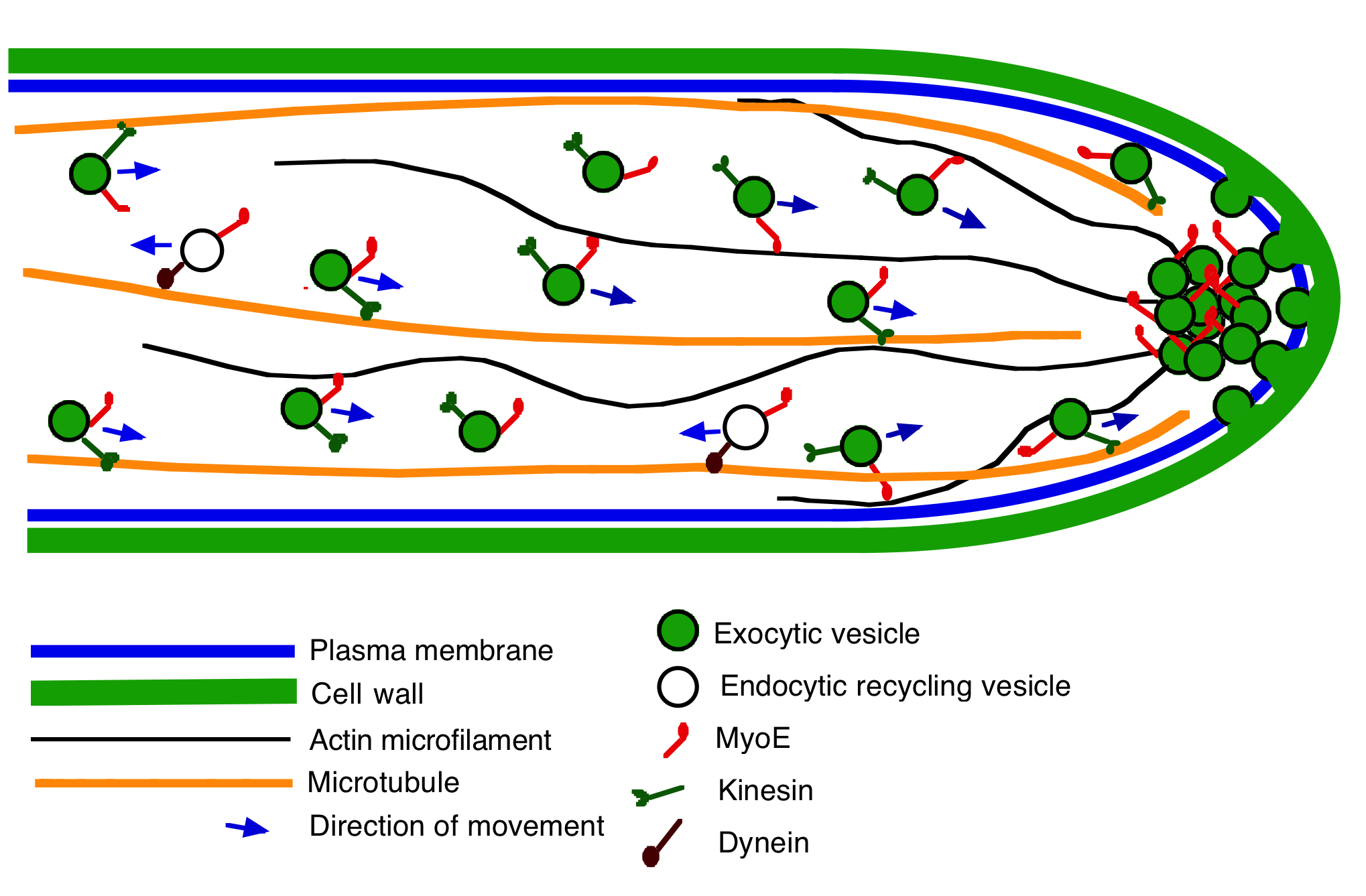
构巢曲霉生长方式的示意图。右面囊泡聚集的地方即为顶体。

### 顶体
顶体是只在真菌中发现的一种结构，也被认为是内膜系统的组成部分，与菌丝尖端的生长有关。顶体结构复杂，有囊泡、核糖体、微管和微丝，一般还具有能合成几丁质（真菌细胞壁的组成成分）的酶。随着菌丝的生长，顶体也会向前移动，并使其继续向前生长。

### 细胞膜
细胞膜主体由磷脂双分子层构成，其将细胞与周围环境分隔开，并控制物质进出细胞。细胞膜的功能主要由膜上的蛋白质实现。细胞膜不是固定或刚性的结构，构成膜的磷脂和大部分蛋白质能够在层内移动。多数较小的分子如二氧化碳，水和氧气和一些脂溶性分子可以通过扩散或渗透自由地通过细胞膜，其他一些分子或离子则需要在蛋白质参与下协助扩散；细胞膜也可以通过消耗能量逆浓度梯度运输物质。对物质运输的控制可以维持细胞内渗透压或pH的稳定。
除此以外，细胞膜在多细胞生物体中具有更为特殊的作用。 膜上的糖蛋白具有识别作用，能进行细胞间信息交流，以便交换物质和形成组织。细胞膜上的其他蛋白质可以连接到细胞骨架和细胞外基质上，这能使细胞间联系更加紧密。膜上的受体蛋白能与信息分子相结合，并影响细胞代谢，因此多细胞生物可以对细胞活动进行控制，以实现协调统一，这对多细胞生物至关重要。

## 演化
内膜系统的起源与真核生物本身的起源（即核膜的起源）以及线粒体的内共生起源有密切联系。关于内膜系统的起源已经有许多理论。内陷分化理论认为，内膜系统来自于细胞膜内陷形成的囊状结构，这种囊状结构包裹DNA形成核膜（因此核膜为两层膜），核膜的外膜又逐渐形成内质网。最近有理论认为，内膜系统由内共生的线粒体分泌的囊泡进化而来。该理论可以解释线粒体与细胞其他部分之间的许多联系。